# Bilhaur
Bilhaur é uma cidade e um município no distrito de Kanpur Nagar, no estado indiano de Uttar Pradesh.

## Geografia
Bilhaur está localizada a 26° 51′ N, 80° 05′ L. Tem uma altitude média de 116 metros (380 pés).

## Demografia
Segundo o censo de 2001, Bilhaur tinha uma população de 18,056 habitantes. Os indivíduos do sexo masculino constituem 53% da população e os do sexo feminino 47%. Bilhaur tem uma taxa de literacia de 53%, inferior à média nacional de 59.5%; a literacia no sexo masculino é de 56% e no sexo feminino é de 49%. 15% da população está abaixo dos 6 anos de idade.